# Sant Climent de la Torre de Foix
Sant Climent de la Torre de Foix és una església del municipi de Guardiola de Berguedà (Berguedà) inclosa en l'Inventari del Patrimoni Arquitectònic de Catalunya.

## Descripció
És una església romànica d'una sola nau rematada amb un absis de quart d'esfera. L'església tenia volta de pedra però actualment està destruïda i parcialment coberta de vegetació. L'absis més estret que la nau és introduïda per un arc triomfal adovellat, amb una petita finestra de doble esqueixada. La porta primitiva de l'església era al mur de migjorn, tapada posteriorment, se n'obrí una de nova al mur frontal que dona a ponent. Tenia una porta de ferramenta romànica que ha desaparegut a finals del segle xx, anant a una col·lecció particular. L'única ornamentació de tot el conjunt és al mur exterior de l'absis, amb una banda de dents de serra. El campanar d'espadanya de dues obertures és al mur frontal. El parament és completament de carreus de pedra dispostas en fileres i la coberta, de pissarra.

## Història
Consagrada el 1040 pel bisbe Eriball de la Seu d'Urgell, segons consta en l'arxiu del monestir de Sant Llorenç prop Bagà. A partir del s. XV comença la família Foix, provinents de la veïna casa de la torre de Foix. L'església és, però, obra del s. XI i mai fou parròquia.
L'edifici va patir una degradació considerable en els últims decennis del s. XX. La vegetació que ja cobria part del mur de tramuntana havia envaït l'església i la volta es va ensorrar pràcticament en la seva totalitat; fet que dificultava fins i tot l'accés al recinte. El maig de 2017 la Diputació de Barcelona va finalitzar els treballs de restauració de la volta de la nau i la coberta de l'església.